# Stridsledning och luftbevakning

Stridsledning och luftbevakningsskolans (StrilS) vapen.

Stridsledning och luftbevakning (STRIL) är ett yrkesfack och verksamhetsområde inom det svenska flygvapnet. Huvuduppgiften för STRIL är att värna om Sveriges territoriella integritet dygnet runt, året runt, genom kontinuerlig radarövervakning samt att genomföra stridsledning av flygförband.
Förkortningen STRIL används även som benämning på de luftförsvarssystem som byggts upp genom åren för att lösa dessa uppgifter, då i kombination med det ungefärliga decennium då systemet tagits i bruk.
Idag finns STRIL-funktionen endast hos Luftstridsskolan (LSS), men representeras av samtliga flygflottiljer genom så kallade ledningssystemenheter (LsE) ingående i flygvapnets strilbataljon.

## Historia
STRIL:s historia går tillbaka ända till 1923 då man höll den första luftbevakningsövningen. På denna tid hade Sverige inga radarstationer utan man använde sig av bemannade luftbevakningstorn, varifrån man spanade efter flygplan med blotta ögat. Såg man flygplan vidarebefordrades upptäckten till luftbevakningscentraler via telefon eller telex. I luftbevakningscentralerna markerade man läget för flygplanet på en lägeskarta och lämnade en skriftlig rapport till närmaste jaktförband. Hela processen var tidsödande och i takt med att flygplanen blev snabbare ökade också kravet på snabbare rapportering. I början var det armén som bedrev luftbevakning men flygvapnet, som ville snabba upp systemet, etablerade snart sin egen kedja av luftbevakningstorn som rapporterade direkt in till jaktcentralerna på flottiljerna. Detta snabbade upp förloppet något.
År 1944 fick Sverige sin första radarstation som fick benämningen ER3B. Stationen hade en räckvidd på ungefär tre mil och var mer eller mindre hälsovådlig för personalen som satt precis under antennen. Klagomål över kraftig huvudvärk var ett tecken på så kallad radarsjuka orsakad av strålningen från antennen.
Systemet med luftbevakningstorn, luftbevakningscentraler och jaktcentraler kom att kallas STRIL 40. Benämningen är dock en efterhandskonstruktion då begreppet STRIL myntades först under 1950-talet.

### STRIL 50
Mot slutet av 1950-talet började man planera för en utökning av strilsystemet och resultatet blev STRIL 50. Kännetecknande för STRIL 50 var införskaffandet av fler och modernare radarstationer samt upprättandet av luftförsvarscentraler (lfc). STRIL 50 byggdes upp enligt brittisk förebild där man delade in landet i olika luftförsvarssektorer och i luftförsvarscentralen markerades flygplanens läge med träklossar på ett stort lägesbord. Rapporteringen från luftbevakningstorn och radarstationer till luftförsvarscentralerna skedde med direkta telefonlinjer.
Under slutet av 1950-talet var Sverige indelat i 11 stycken luftförsvarssektorer med en luftförsvarscentral (Lfc) vardera.
S1 - Staren, S2 - Vargen, G1 - Tigern, W2 - Svalan, W5 - Måsen, O1 - Höken, O2 - Falken, O3 - Räven, N3 - Humlan, ÖN1 - Örnen, ÖN3 - Illern.

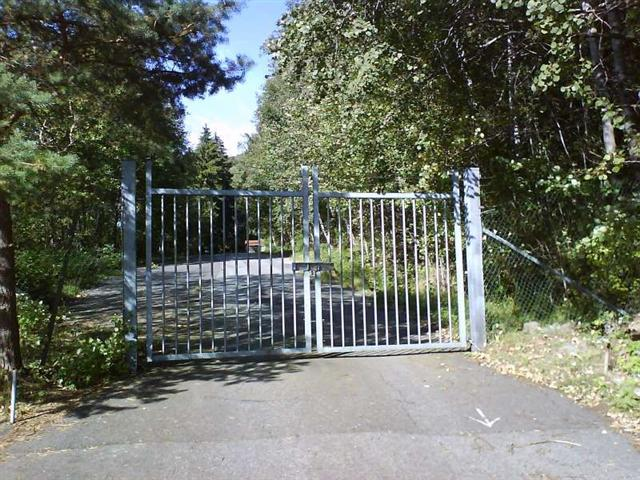
Infarten till Lfc Svalan som var placerad på västkusten. Till denna anläggning rapporterade sju stycken luftförsvarsgruppcentraler (Lgc). Dessa Lgc sammanställde informationen från de dryga 20-talet luftbevakningsstationer (Ls) som tillhörde respektive Lgc.

### DC-3:an och Catalina-affären
Den händelse som kom att påverka utvecklingen av STRIL mest var nedskjutningen av DC-3:an den 13 juni 1952. En av flygvapnets DC-3:or (militär beteckning Tp 79) sköts ner av ett sovjetiskt jaktplan av typen MiG-15 under ett signalspaningsuppdrag över Östersjön. Tre dagar senare sköts ett Catalina-plan (Tp 47) ner av sovjetiska stridsflygplan när den letade efter överlevande från DC-3:an (den så kallade Catalina-affären). Vid denna tidpunkt fanns ingen regelbunden övervakning av luftrummet; STRIL 50 användes enbart vid luftförsvarsövningar. 
Bland erfarenheterna man drog efter de båda händelserna var att Sverige behövde en kontinuerlig övervakning av luftrummet och en beredskap för att kunna hävda sin territoriella integritet och skydda egen verksamhet. Slutsatsen mynnade ut i upprättandet av STRIL 60 och en kontinuerlig övervakning av luftrummet, den så kallade incidentberedskapen.

### STRIL 60
STRIL 60 utvecklades tillsammans med det brittiska företaget Marconi och innebar en datorisering av STRIL. Information från radarstationer länkades via radargruppcentraler in till luftförsvarscentralerna och presenterades elektroniskt för personalen där. Stridsledningspersonalen fick också möjlighet att leda J 35 Draken, och sedermera JA 37 Viggen, via styrdatalänk, det vill säga genom att skicka textmeddelanden som visades för föraren. Styrdatalänken var mindre känslig för elektronisk störning till skillnad mot vanlig talradio och Sverige var först i världen med detta system.
Genom att eliminera mellanhänderna ute på stationerna och istället länka radarinformation direkt in till luftförsvarscentralen lyckades man korta ner tiden från upptäckt till plottat läge avsevärt, från cirka åtta sekunder i STRIL 50 till mindre än 1 sekund i STRIL 60.

### STRIL 90 och StriC
I slutet av 1980-talet började man planera för STRIL 60s nedläggning och införandet av ett modernare system kallat STRIL 90, där den centrala delen utgörs av StriC (Stridsledningscentral). StriC är baserat på ett system med moderna servrar och operatörsplatser som utgörs av vanliga PC-datorer. Systemet är konstruerat av Saab Surveillance och innebär förbättrad ledningsförmåga jämfört med STRIL 60. StriC utvecklades för att fungera tillsammans med nya plattformar såsom radarspaningsflygplanet S 100B Argus och JAS 39 Gripen.
StriC togs i bruk under slutet av 1990-talet och ersatte därmed STRIL 60.

### STRIL idag
Stridsledning och luftbevakningens uppgifter är att upprätthålla incidentberedskapen och stridsleda flygförband. Den första uppgiften löses dygnet runt, året runt och det är den främsta uppgiften som luftbevakningen ägnar sig åt. Stridsledningen å sin sida leder incidentberedskapsjakt men även fredsövande flygförband, den så kallade förbandsproduktionen. 
From januari 2009 övertog Luftstridsskolan i Uppsala riksansvaret för STRIL, då StriC tillhörande Blekinge flygflottilj, ledningsenheterna vid Skaraborgs flygflottilj och Norrbottens flygflottilj numer ingår i en gemensam strilbataljon. Strilbataljon är en enhet som tillhör Luftstridsskolan.

## Stridslednings- och luftbevakningscentral
Försvarsmakten har idag (2012) två stycken stridslednings- och luftbevakningscentraler, dock hade man som ambition att stänga dessa och lokalisera stridslednings- och luftbevakningen till en nybyggd ovanjordisk lägescentral i Mälardalen. Den nya centralen skulle då ersätta centralerna, vilka är förlagda i bergsanläggningar utanför Bålsta och utanför Hästveda. Regeringen Reinfeldt beslutade dock den 7 april 2011 att flygstridsledningscentralernas geografiska läge ska lämnas orört med kommentaren: "Regeringen anser att Stridslednings- och luftbevakningsbataljonens verksamhet fortsatt ska genomföras vid nu utnyttjade fortifikatoriskt skyddade anläggningar. Regeringens bedömning är att verksamheten är av sådan art att den ska vara fortifikatoriskt skyddad samt att redundanskrav avseende den geografiska separationen fortsatt ska gälla."

### StriC Cobra
Stridsledningscentralen Cobra (StriC Cobra) tidigare benämnd LFC Kobran, är Försvarsmaktens stridslednings- och luftbevakningscentral utanför Hästveda. Centralen byggdes 1965-1966 och var fram till slutet av 1990-talet hemligstämplad, i den meningen att dess lokalisering och syfte var hemliga. Centralen är inrymd i en bergsanläggning 50 meter under markytan och motsvarar tre fyravåningshus med en total golvyta på cirka 10 000 kvadratmeter och rymmer mellan 100 och 200 arbetsplatser.
Anläggningen i Hästveda har genom åren organiserats som ett detachement och tillhört både Skånska flygflottiljen (F 10), Södra flygkommandot (FK S) och Blekinge flygflottilj (F 17). Sedan 2009 ansvarar Stridslednings- och luftbevakningsbataljonen vid Luftstridsskolan (LSS) för stridsledning och luftbevakning, och Ledningssystemenheten vid F 17 för själva driften av anläggningen.

### StriC Grizzly
Stridsledningscentralen Grizzly (StriC Grizzly) tidigare benämnd LFC Puman och StriC Björnen, är Försvarsmaktens stridslednings- och luftbevakningscentral utanför Bålsta. Centralen började uppföras 1961 och blev år 1964 operativ under namnet LFC Puman. Anläggningen som var Sveriges första luftförsvarscentral var fram till slutet av 1990-talet hemligstämplad, i den mening att dess lokalisering och syfte var hemlig. Den 29 mars 2001 avvecklades LFC Puman genom en enklare ceremoni, där bland många andra VIP-gäster den pensionerade Översten Gert Stangenberg, som var med och startade LFC Puman på 60-talet, nu fick äran att stänga av systemet STRIL 60. LFC Puman hade nu ersatts av det nya systemet StriC. I samband med systemskiftet byttes även namnet på anläggningen från LFC Puman till StriC Björnen som år 2010 blev StriC Grizzly.
Anläggningen i Bålsta har genom åren organiserats som ett detachement och tillhört både Svea flygflottilj (F 8) i Barkarby, Västmanlands flygflottilj (F 1) i Västerås, Upplands flygflottilj (F 16) i Uppsala, Mellersta flygkommandot (FK M) och Flygvapnets Uppsalaskolor (F 20). Sedan 2009 ansvarar Stridslednings- och luftbevakningsbataljonen vid Luftstridsskolan (LSS) i Uppsala för stridsledning och luftbevakning vid anläggningen.

## Stridsledning
Stridsledning av flygförband genomförs av flygstridsledare (tidigare kallade radarjaktledare) som via radio eller datalänk leder jaktförbanden mot sina mål. Till vardags arbetar stridsledningen med så kallade förbandsproduktion vilket innebär ledning av övande flygförband. Man leder även incidentberedskapsroten, det vill säga de beredskapsflygplan som är beredda att starta med kort varsel mot okända flygföretag. Befattningar på stridsledningssidan utgörs av bland annat FSL, CFSL, INCFSL och JAL.
|        | Betyder                            | Uppgift                                              |
| JAL    | JAktLedare                         | Beslutar om insats med beredskapsflyg                |
| INCFSL | INCidentberedskapsFlygStridsLedare | Leder beredskapsflyg efter beslut av JAL             |
| CFSL   | ChefsFlygStridsLedare              | Leder FSL och samverkar med civil flygledning        |
| FSL    | FlygStridsLedare                   | Leder flygföraren mot målet via radio eller styrdata |

## Luftbevakning
Luftbevakningen har till uppgift att upptäcka, identifiera och målfölja samtliga flygplan i närområdet. Detta sker genom att radarunderlag från stationer runt om i landet sammanställs i StriC. Flygplanen identifieras bland annat med hjälp av färdplaner och målföljning sker genom att flygplanen märks ut med symboler, där färgen på symbolen markerar identiteten (till exempel civilt eller okänt). Resultatet blir en lägesbild som ligger till grund för beslut om insats från JAL. Befattningshavare inom luftbevakningen är LBEVLED, MÅLED och ILED.
|         | Betyder              | Uppgift                                                      |
| LBEVLED | LuftBEVakningsLEDare | Leder luftbevakningen och samverkar med JAL                  |
| MÅLED   | MÅLföljningsLEDare   | Ansvarar för att flyg i ett givet spaningsområde är målföljt |
| ILED    | IdentifieringsLEDare | Ansvarar för att målföljt flyg identifieras                  |

Uppgiften är en del av incidentberedskapen som syftar till att upprätthålla landets territoriella integritet genom att upptäcka och förhindra kränkningar av svenskt luftrum.

## Sambandsledning
Sambandsledning genomförs av sambandsledare vars uppgift är att upprätta fungerande kommunikation mellan flygstridsledare och pilot via talradio samt via datalänk (Länk 16). Sambandsledaren är ansvarig för den tekniska tjänsten i Stridsledningscentralen och ger vid behov rekommendationer till CFSL om att fortsätta flyga alternativt landa när tekniska fel uppstår. Sambandsledaren är en viktig del av både förbandsproduktion samt incidentberedskapen. 
|              | Betyder                              | Uppgift                                                                                                  |
| ------------ | ------------------------------------ | --- |
| RALED        | RAdioLEDare                          | Samordnar sambandsledarna och ger direktiv för fördelning av stridsledningsradio samt frekvensanvändning |
| NMS-Operatör | Network Management System - Operatör | Samordnar användandet av datalänk (Länk 16) samt fördelar ut datalänk terminaler till sambandsledarna    |

## Personal
Personalen som tjänstgör inom både stridsledningen och luftbevakningen är officerare och specialistofficerare. De får sin fackutbildning på Stridslednings- och luftbevakningsskolan (StrilS) i Uppsala garnison. Tidigare rekryterades flygstridsledare enbart bland luftbevakare, men sedan 2006 är det även möjligt att utbilda sig till Flygstridsledare redan från yrkesofficerskarriärens början. Utbildningen är för specialistofficerare en termin på Militärhögskolan Halmstad följt av två terminer på Stridslednings- och luftbevakningsskolan i Uppsala, totalt ett och ett halvt år. Officerare läser tre terminer på Militärhögskolan Karlberg (Stockholm), två terminer på STRILS, följt av en avslutande termin på MHS Karlberg, totalt tre år.